# Corte de Artus (Toruń)

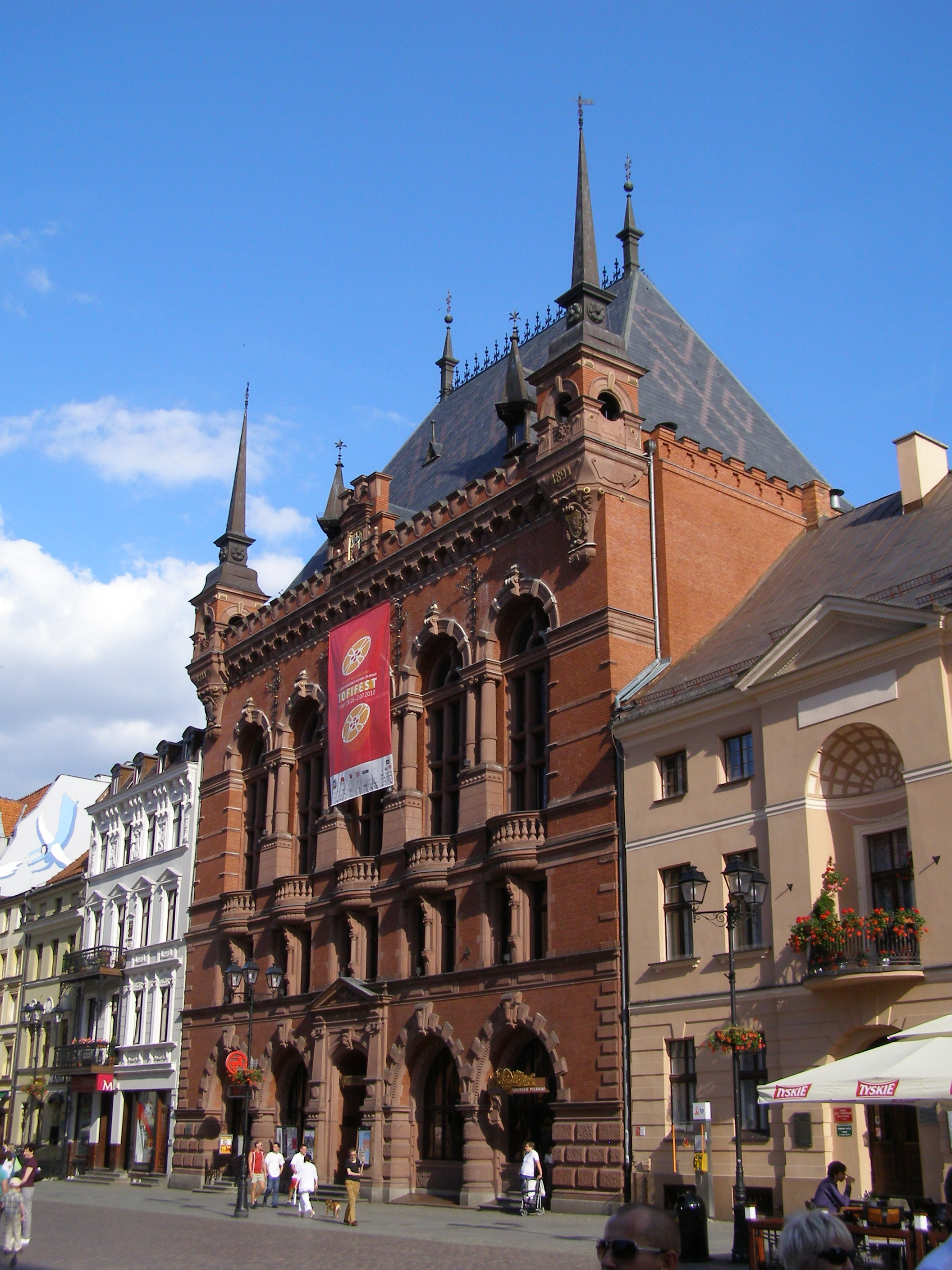
O Corte de Artus

O Corte de Artus em Toruń - uma instituição municipal da cultura, criada em 1995 em Toruń.

## Localização
O Corte de Artus situa-se no terreno do complexo da Cidade Velha, na rua Rynek Staromiejski 6.

## História
O edifício ocupa o lugar de 3 parcelas medievais. O primeiro Corte de Artus, chamado „A Casa Social”, ou „A Casa de Clube” [( o nome “O Corte de Artus” como o termo de edifício apareceu só no início do século XVII)] foi construído nos anos 1385-1386. Em 1466 aqui foi assinado o segundo paz de Toruń. Posteriormente, o edifício era reconstruído e renovado, especialmente no século XVII enquanto foi realizada a decoração de pintura rica de portada. Nela, foram situados os frisos dos reis, de Władysław Jagiełło a Zygmunt III Waza, conhecidos do ciclo das pinturas de Steiner, criadas nos anos 1738-1745 que apresentavam paisagem de Toruń e os arredores. Também foi reconstruída a câmara do térreo onde, entre outros, a chão foi empedrada pelo mármore branco e vermelho. O interior, no rés do chão que foi dividido pelas duas colunas, foi encoberto pela abóbada.  
Em 14 de Junho de 1802 as autoridades prussianas começaram a demolição do edifício [medieval].  Só no maio de 1826 acabou-se a construção do segundo Corte de Artus segundo do projeto de construtor urbano Heckert. A construção teve a modesta fachada de 5 eixos, clássica, empilhada  decorada pelas pilastras na grande ordem. Em resultado da liquidação da Fraternidade de São Jorge em 1842, o Corte tornou-se o Teatro Municipal com o público para 500 pessoas. O segundo Corte de Artus com o prédio ocidental foram demolidos em 1889 e substituídos pelo edifício presente, concebido por conselheiro municipal Rudolf Schmidt. No rés do chão do “terceiro Corte de Artus” situou-se uma restauração e lojas, no primeiro andar ficaram as câmaras Grande, Branca, Pequena, Vermelha e no ático ficaram as câmaras hospitaleiras.
Quando a Polônia reganhou a Independência em 1918, as câmaras representativas do Corte hospedaram entre outros o general Józef Haller, presidentes da II República: Stanisław Wojciechowski, Ignacy Mościcki e Józef Piłsudski. Voltaram as cerimônias tradicionais do Estado, encontros sociais, de guildas e bailes representativas. 
Depois da II Guerra Mundial, em 1949, o edifício foi transferido para a Universidade de Nicolau Copérnico e nele funcionava Colégio Máximo também como o clube de estudantes “Od Nowa”. Desde de 1993, e a sede de Centro da Cultura.    
Nos anos 1994 - 2015 o Corte de Artus foi a sede de Orquestra Sinfônica de Toruń.
Em novembro de 2018 o Centro enriqueceu-se em novo espaço educativo - as Sótãos da Cultura, naqueles os educadores vão arranjar cíclicas seminarias músicas, plásticas e cinemáticas para crianças, jovens, adultos e idosos.  
No dia 1 de janeiro de 2020 o Centro foi juntado com a Casa de Musas e a suas filias.

## Arquitectura
O estilo do edifício e determinado com noerenesanso holandês, a fachada tem 3 andares, e ornada com tijolo com o uso significativo de arenito vermelho (o rés-do-chão, detalhes decorativos) cuja escala do uso está maior do que outros edifícios em vizinho no Mercado. Apesar dos motivos renascentistas, também estão presentes as ligações ao original edifício do Corte de Artus gótico-renascentista - as janelas pouco arco-afiado e uma imitação no rés-do-chão, a fachada rodeada por uns torrezinhas suspendidas e guarnecida com ameias. Todo está encoberto pelo alto,   tecto formado pelas 4 águas da cobertura cuja figura se distingue no panorama de Toruń.

## Galeria

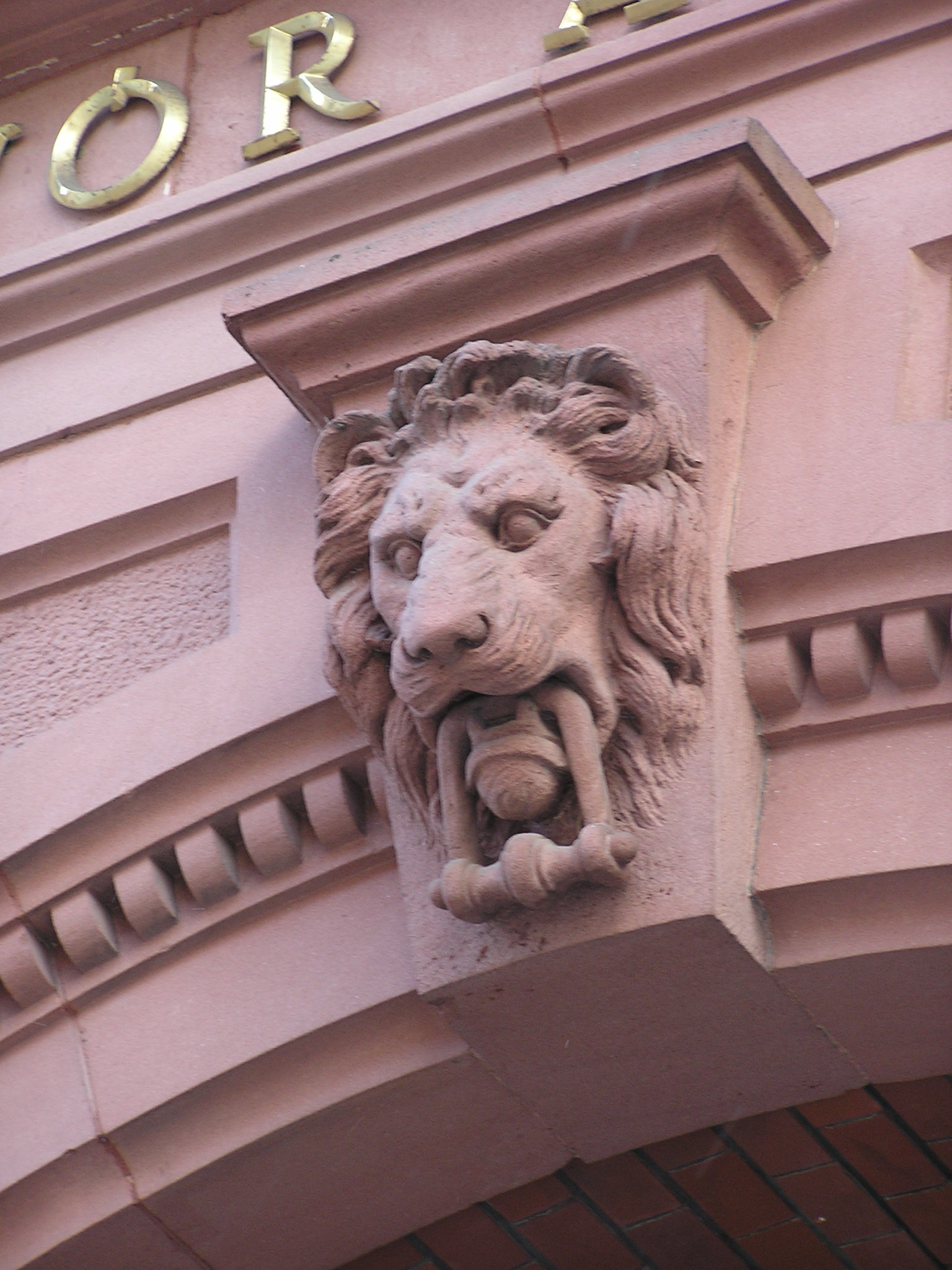
Detalhe arquitectónico
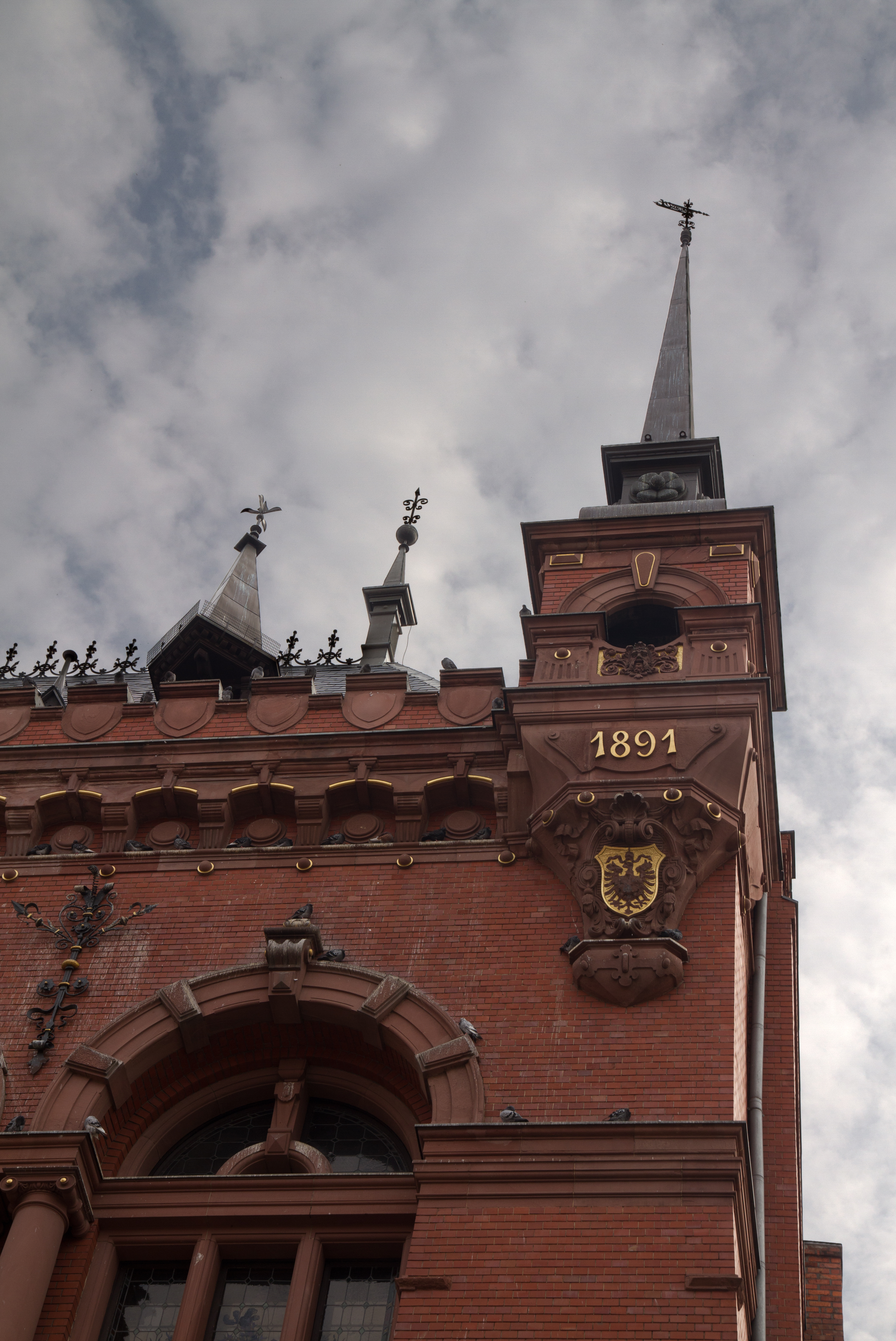
Torre com a data do fim da construção do edifício
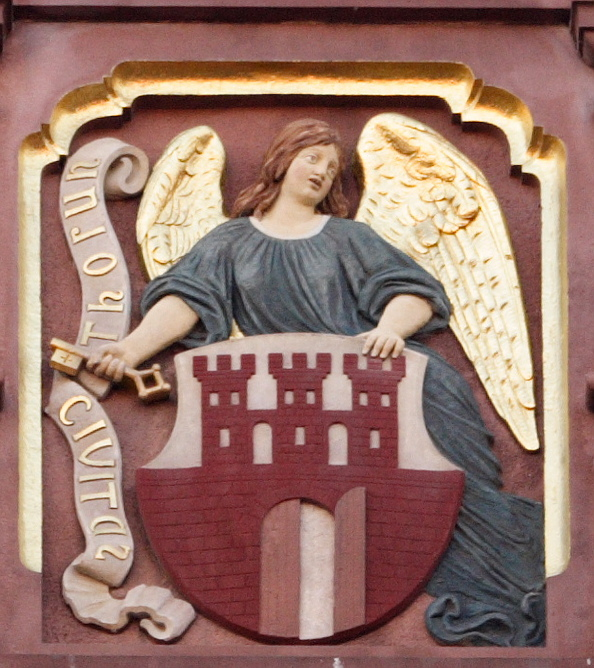
A brasão de Toruń em prédio
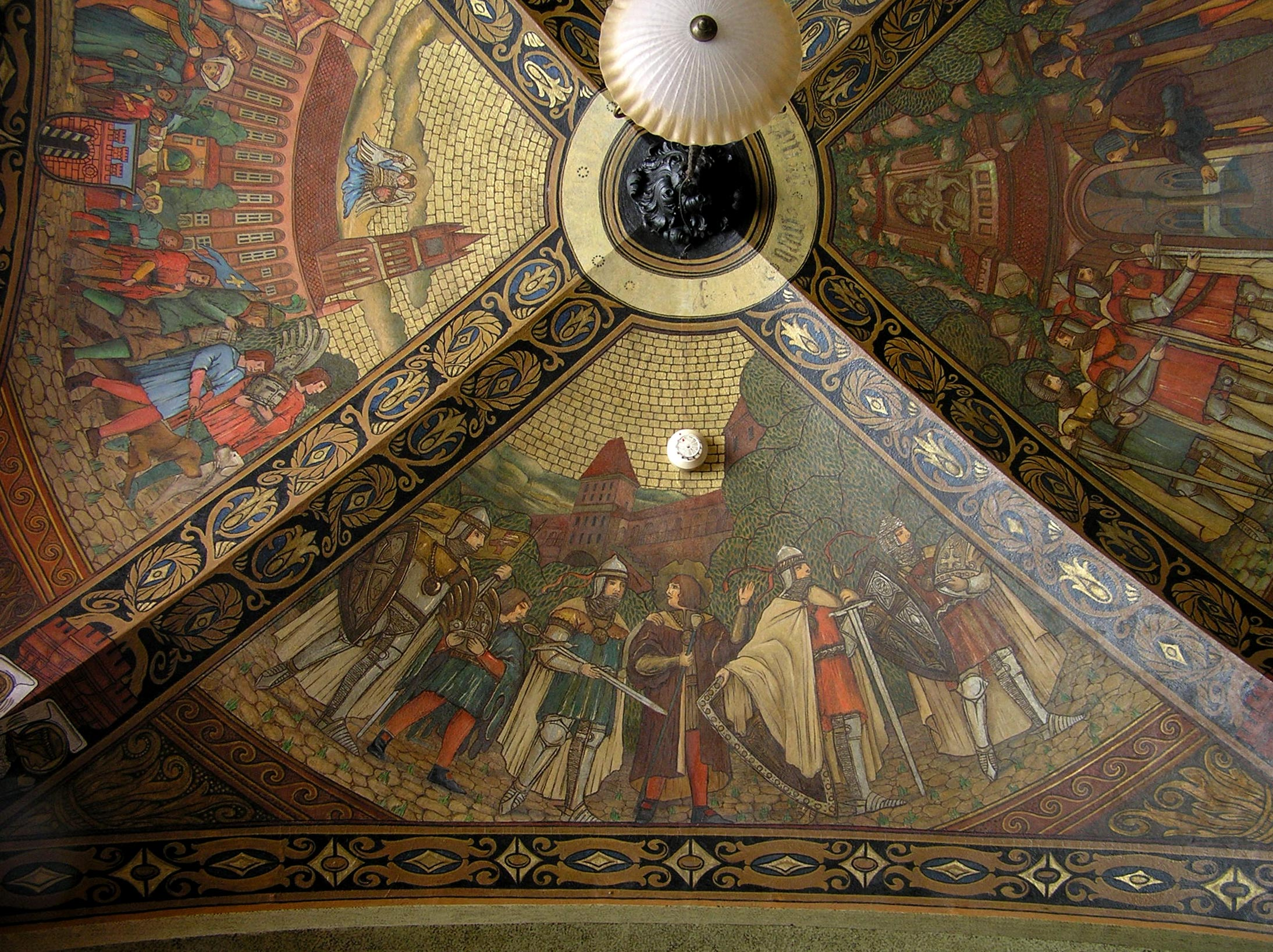
Policromia na abóbada de limiar
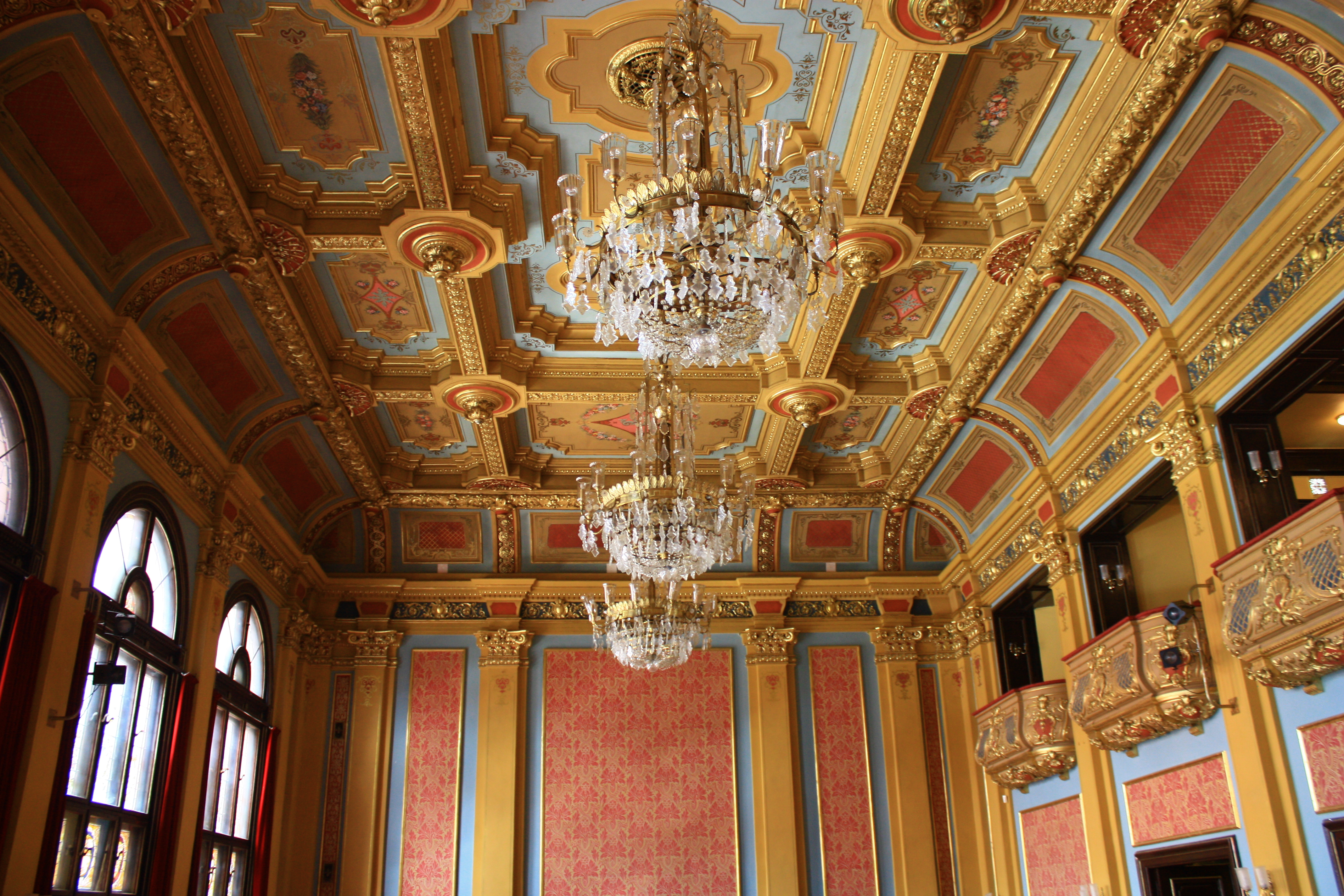
Câmara Grande
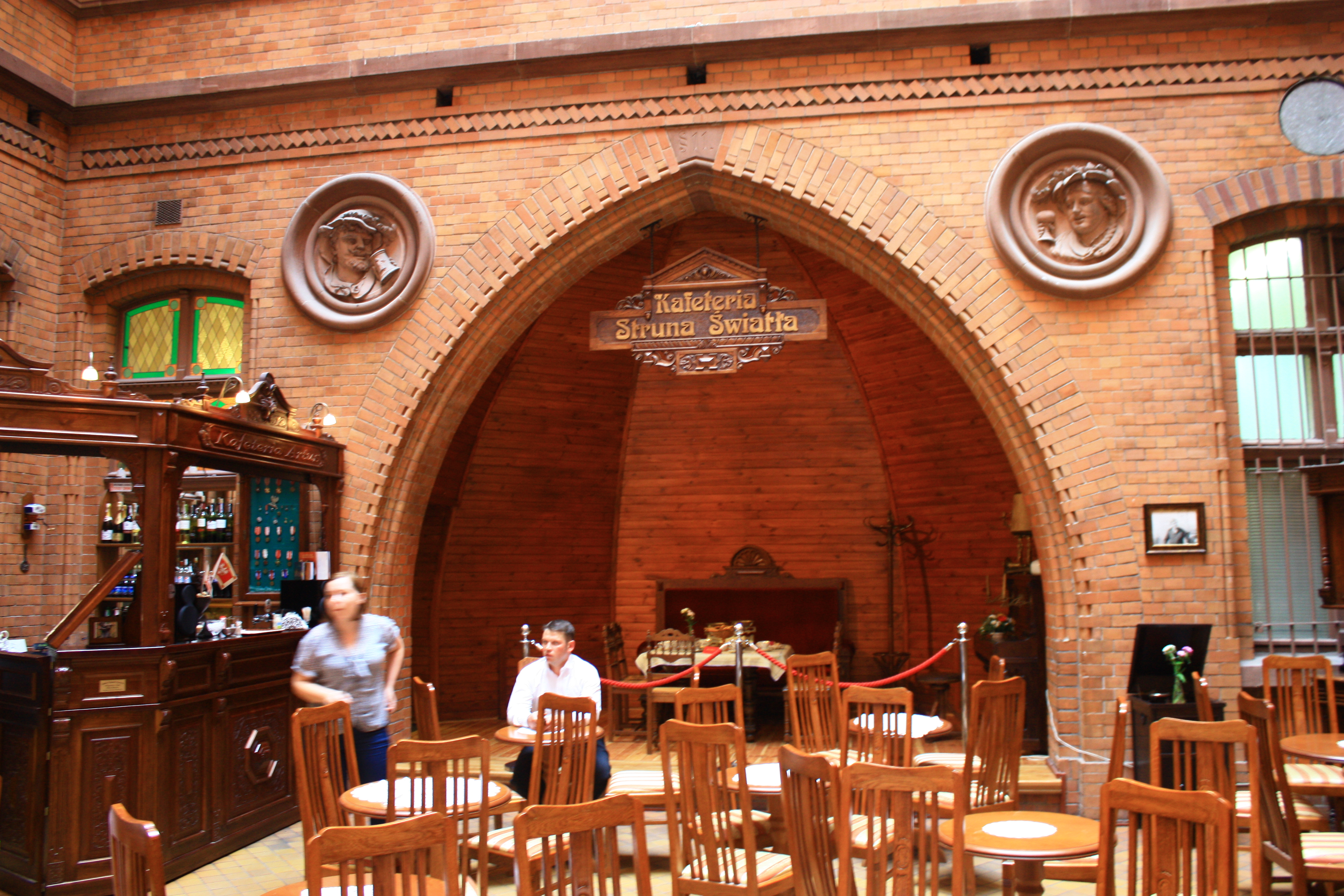
Cafeteria